# Operace Jiskra
Operace Iskra nebo také třetí ofenzíva u Siňavina byla operace Rudé armády, jejímž cílem bylo uvolnit blokádu Leningradu. Operaci vedly společně Leningradský front pod velením generála L. A. Govorova a Volchovský front pod velením generála K. A. Mereckova. Operace začala brzy ráno 12. ledna 1943 a trvala do konce měsíce, kdy se situace na frontách stabilizovala. Operace skončila úspěšně, podařilo se získat 8–10kilometrový pozemní koridor u jižního pobřeží Ladožského jezera, kterým bylo možné zprovoznit pravidelnou železniční dopravu mezi Leningradem a zbytkem Sovětského svazu.

## Plánování operace
Plánování operace začalo koncem listopadu 1942. Měli ho na starost generálové Govorov a Mereckov, dohledem byl pověřen maršál K. J. Vorošilov. Původně byly plánovány dvě samostatné ofenzivy realizované po sobě. Přesný termín se měl přizpůsobit počasí, přesněji síle ledu na řece Neva. Nakonec se však rozhodlo, na Govorovovo naléhání, aby ofenzívy začaly současně. Govorov navrhl sílu sedmi až osmi divizí pro každou část operace útočící ve dvou sledech po 4 a 3 divizích s jednou v záloze. Dále doporučoval podporu tankovými, ženijními a dělostřeleckými jednotkami. Stavka plán s úpravami schválila 2. prosince a v jeho průběhu poskytla oběma frontům posily. Přípravy byly ukončeny do 1. ledna 1943, ale slabý led na Něvě způsobil odklad operace na 10. - 12. leden. Krátce před začátkem operace se jako vysláný koordinátor zapojil generál Žukov.

### Zúčastněné jednotky
Govorovův Leningradský front na operaci vyčlenil 67. armádu pod velením M. P. Duchanova, která tvořila údernou skupinu Leningradského frontu. Skládala se z 8 divizí, 8 brigád, 1 opevněné oblasti, 22 pluků a 15 praporů. Na jeho úseku bylo nasazeno 1 873 děl a minometů. Operaci tohoto frontu podporovalo i 414 letadel převážně 13. letecké armády pod velením Rybalčenka, 222 tanků a 37 obrněných vozidel zařazených do samostatných brigád nebo praporů. Mereckovův Volchovský front vytvořil údernou skupinu z 2. úderné armády pod velením V. Z. Romanovského. Skládala se z 11 divizí, 9 brigád, 1 opevněné oblasti a 37 pluků. Podporovalo ji 217 tanků zařazených do samostatných brigád nebo praporů. Na jejím levém křídle měla operovat 8. armáda pod velením F. N. Starikova s podporou 92 tanků. Na tento front bylo nasazeno 2 885 děl a 395 letadel převážně 14. letecké armády pod velením Žuravljeva.
Proti útočícím jednotkám stály tři divize XXVI. armádního sboru generála Karla Hilperta a další dvě divize, všechny jednotky byly součást 18. armády generála Georga Lindemanna.

### Cíle
Duchanovova úderná skupina měla proniknout v šířce 13 km mezi Moskevskou Dubrovku a Šlisselburg na západ, porazit německé jednotky a spojit se s údernou skupinou Volchovského frontu. Následně měly Duchanovovy jednotky obsadit Šlisselburg (na sever) a útočit směrem na Siňavino (jih) a jeho druhý sled dále na jih podél řeky Mojka od ústí do Něvy po Kelkolovo. Romanovského úderná skupina měla proniknout v šířce 12 km mezi Lipka a Gajtolovem na východ, porazit německé jednotky a spojit se s údernou skupinou Leningradského frontu. Následně měly chránit dobyté území. Starikovova armáda měla proniknout německou obranou v úseku Gajtolovo - Mišino a postoupit na západ až ke Kelkolovu.

## Průběh operace

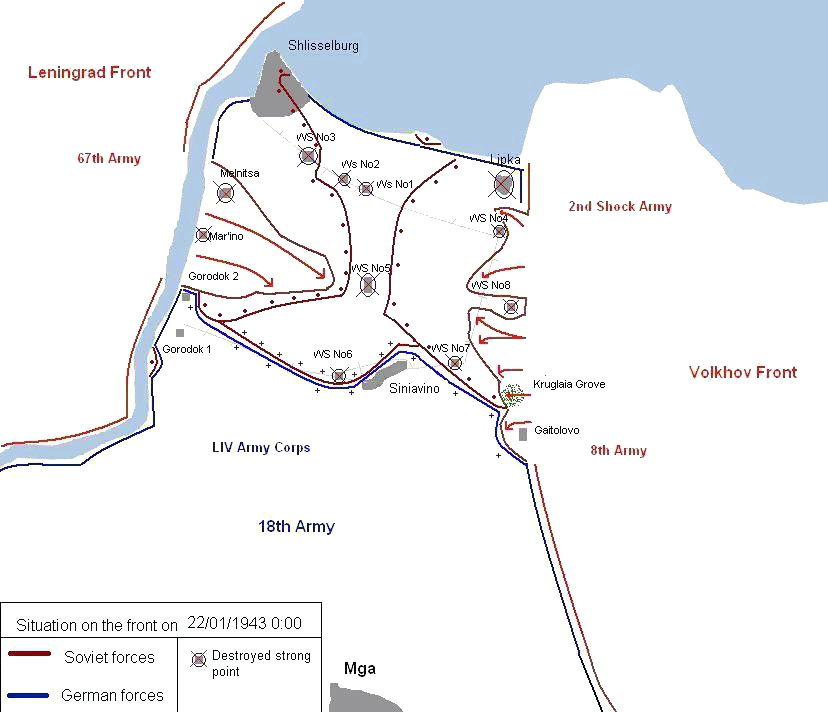
Situace na frontě 22. ledna

Operaci předcházelo intenzivní noční bombardování vybraných cílů. 12. ledna v 9.30 zahájilo palbu dělostřelectvo na obou frontách. V 11.50 se pohnula pěchota čtyř divizí Duchanovovovy armády na překročení řeky Něvy po ledě. V 18.00 již byly přes Něvu postaveny mosty, které umožnily přechod těžkých tanků. Průlom se podařil jen na středním úseku se ziskem předmostí 5 x 3 km, křídla zaostala. Severní (levé) křídlo však po přeskupení využilo průlom ve střední části a k večeru prvního dne již postupovalo na sever k Šlisselburgu. Druhý den operace pokračovala dalším postupem o 4 km východně na středním úseku a 1,5 km severně na severním úseku. Pravé křídlo nebylo až tak úspěšné a v podvečer muselo dokonce ustoupit o 2 km po německém protiútoku. Na Volchovském frontu začal útok Romanovského armády v 11.15 a Starikovovovy v 11.35. Postup byl pomalejší, na konci druhého dne bojů se podařilo dobýt jen jeden 3 kilometry hluboký a druhý menší klín do německých obranných pozic. 14. ledna se do boje nasadily jednotky druhého sledu Duchanovovy armády, tyto však byly nasazovány postupně a rozptýleně, co oslabilo jejich účinek. Podobně nevhodně se nasazovaly i druhosledové jednotky Volchovského frontu. 18. ledna v 9.30 se u Dělnické osady č 1. spojily hrotové jednotky obou front. Kolem oběda se začaly spojovat i další jednoty severněji a jižněji. Tím se uzavřela kapsa kolem Šlisselburgu a Lipky s obklíčenými německými jednotkami. Ve 14.00 byl obsazen Šlisselburg a začala likvidace německých jednotek v obležení. Zároveň se hlavní síly obou armád stočily na jih k Siňavinu, svého cíle však nedosáhly. Ofenzíva ochabla koncem měsíce a fronta se stabilizovala severně a východně od Městečka č. 1 a č. 2, jižně od Dělnické osady č. 6 a stanice Podgornyj až po Gontovoja Lipka.

## Výsledek
Operace skončila vítězstvím Rudé armády. Za 7 dní pronikla 15 km do hloubky německé obrany a dobyla několik měst a obcí. Výsledkem operace bylo vytvoření pozemního koridoru 8-10 km širokého na jižním břehu Ladožského jezera, který umožnil otevřít komunikaci s obléhaným Leningradem. Strategicky výsledek operace vyloučil možnost německo-finského spojení. Nepodařilo se však dobýt Siňavino ani přilehlou Siňavinskou vrchovinu. Rudá armáda utrpěla 115 082 ztrát (33 940 zabitých, zajatých nebo nezvěstných, 81 142 zraněných) z 302 800 nasazených podle odtajněných archivů. Němci uvádějí oficiální ztráty 12 000 mrtvých. Během této operace (18.1.) Byl generál Žukov povýšen na maršála.